# Електрофизиолошки механизми неправилног срчаног рада
Електрофизиолошки механизми неправилног срчаног рада углавном се јављају  у патолошким условима и за њихов настанак одговорна су поред два основна механизма: поремећај у стварању електричне дражи и поремећај у њеном спровођењу и истовремено присуство оба ова механизма. Разлог доброг познавања електрофизиолошки механизма неправилног срчаног рада код срчаних аритмија је што се антиаритмички лекови различитих класа користе за њихово прекидање. Они утичу на јонске канале на различитим нивоима. Стога ће познавање принципа порекла корисно за одабир најефикаснијег од њих. Поред лекова, и неке инвазивне технике се користе као терапијске методе аблација (сагоревање) патолошких жаришта и имплантација пејсмејкера само су део њих.

## Механизми
Постоји неколико главних механизама одговорних за настанак срчаних аритмија. Они су сложени и донекле нејасни. Поремећаји у аутоматизму (порекло побудног импулса), тригерирана активност и механизам поновног уласка или риентри (reentry) или кружни механизам, међу најчешћима су који су  су одговорни за њихов настанак.

### Поремећаји у аутоматизму
Познато је да се нормални аутоматизам темељи на предводничким особинама спроводног система срца, првенствено СА и АВ чвора и да у одређеним условима (утицај вегетативног нервног система) може постати неодговарајући („неприкладни нормални аутоматизам. пКао резултат тога настаје пребрза или преспора реакција, када многе структуре спроводног система као што су АВ чвор и неке ћелије са предводничким особинама смештеним у преткоморама, око синуса коронаријуса и атриовентрикуларног валвуларног апарата, могу привремено преузети вођство.
Много је опаснији тзв. „патолошки аутоматизам” код кога долази до спонтане деполаризације ћелија које нормално немају предводничке особине, а сада у патолишки измењеним условима, постају извор различитих дражи које активирају читаво срце.
Ова одступања су у два правца. У једном случају је повећана нормална аутоматизација ћелија ексцитационо-проводног система срца. Ово је уобичајени механизам синусне тахикардије. У другом случају, говори се о ненормалном аутоматизму. У овом случају се у ћелијама јавља импулс који га обично не генерише, већ га само спроводи. Најчешће миоцити стичу ову способност као резултат исхемије. Овим механизмом вентрикуларне тахикардије се јављају у року од 72 сата од акутног инфаркта миокарда.

### Тригерирана активност
У физиологији срчаног рада електрофизиолошки феномен поновног покретања деполаризације, назива се „тригер механизам” (енгл. trigger mechanism), Тригерирана активност је патолошки поремећај у начелу изазван претходном контракцијом (екстрасистолом). 
Важан механизам у овој активности је поремећа обнављања акционог потенцијала и спонтана појаве „накнадног или поновног потенцијала (енгл. afterpotential). У патолошким условима може доћи до поновног покретања деполаризације у раној или касној фази реполаризације и ако су ти потенцијали довољно високи да могу досптићи „праг надражаја” они изазивају нову контракцију или више контракција.
Аритмије које се јављају овим механизмом настају услед фокуса изван ексцитационог проводног система срца., који има већу фреквенцију активације од синусног чвора, који је нормалан проводник срчаног ритма. Разлози за ово могу бити оперативни или постинфарктни ожиљак, повећана активност симпатичког нервног система, диселектролинемија.
Овим механизмом настају вентрикуларне тосаде де поинтес (специфичан облик полиморфне вентрикуларне тахикардије код пацијената са дугим QT интервалом) и вентрикуларне аритмије у интоксикацији дигиталисом.

### Повратни, реципрочни, риентри (reentry) или кружни механизам
Поред патолошког аутоматизма може се јавити посебан поремећај спровођењу, у коме се електрична драж, која је претходно изазвала деполаризацију миофибрила, поново враћа, због измењених услова
спровођења, на првобитну стазу и изазива нову деполаризацију односно низ деполаризација ако се кружење понавља. Измењени сегмент спроводи електричну драж само у једном смеру што објашњава постојање унидирекционог блока (блока у једном смеру) који је неопходан за настанак аритмија.
Поновни улазак у круг побуде може се десити на малом подручју - микроориентри или локално, као и на већем подручју у миокарду - макроентрију или глобално.
Електрофизиолошки феномен поновног покретања деполаризације, једном истом дражи, представља механизам кружног кретања електричне дражи (риентри механизам) при чему долази до појаве аритмија. Најчешћа аритмија која се јавља овим механизмом је атријална фибрилација
Риентри механизам разлог је великом броју аритмија у клиничкој пракси. Ако електрична драж кружи по већ постојећим анатомским и физиолошким путевима, новонастале аритмије су углавном бенигног карактера. У мањем броју случајева електрична драж се креће по патолошким путевима, створеним измијењеним условима спровођења, новонастале аритмије много пута могу бити опасне (малигне аритмије).
Бројним клиничким интракардијалним електрофизиолошким испитивањима утврђено је да једном покренут и успостављен кружни ток кретања електричне дражи може да се настави, буде дуготрајан, да се ређе или чешће обнавља, да се одвија у било ком делу миокарда и најчешћи је механизам многих пароксизмалних тахикардија.
Захваљујући интракардијалним електрофизиолошким испитивањима, данас се са великом сигурношћу, могу прецизно одредити кружне путање код најчешћих тахиаритмија (WPW синдром, нодална пароксизмална
тахикардија, коморска пароксизмална тахикардија, ундулација преткомора...).
Кружне тахикардије најчешће изазива једна „добро темпирана” екстрасистола, где електрична драж непрекидно осваја и активира нова подручја која су у међувремену изашла из рефрактерности и постала поновно подражљива.
Карактеристика кружног кретања дражи је што се у току електрофизиолошких испитивања то кретање може изазвати или прекинути добро темпираним електричним импулсом, на чему се темељи лечење
таквих аритмија посебним „антитахикардним стимулаторима”. Кружење се може спречити још и хируршким или електрофулгурационим прекидањем путева кружења екектричне дражи.